# Ukształtowanie powierzchni Umbriela

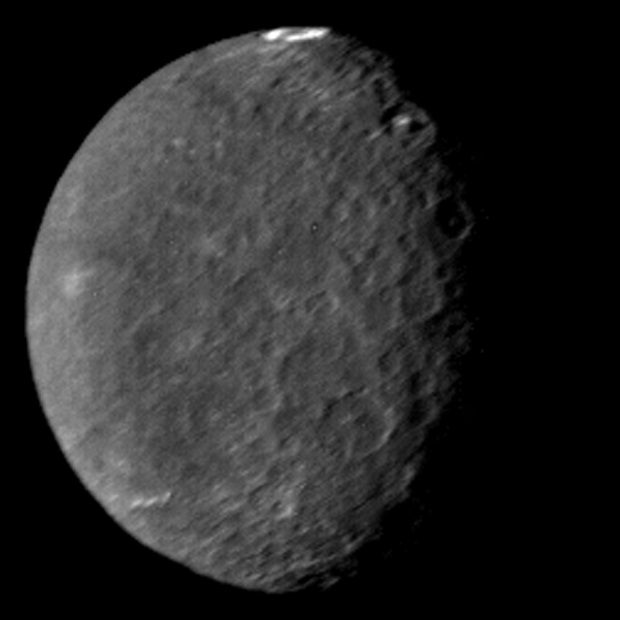
Umbriel (Voyager 2)

Na powierzchni Umbriela, księżyca Urana znajduje się 13 nazwanych kraterów. Ich nazwy pochodzą od złych duchów występujących w mitologiach różnych kultur.

## Kratery
| Krater   | Koordynaty    | Średnica (km) | Pochodzenie nazwy                                                                    |
| -------- | ------------- | ------------- | ------------------------------------------------------------------------------------ |
| Alberich | 33,6S; 42,2E  | 52,0          | Alberyk, karzeł strzegący złota Nibelunga (mitologia germańska)                      |
| Fin      | 37,4S; 44,3E  | 43,0          | Fin, troll, który pomógł wybudować kościół w Kallundburgu, Zelandia (folklor duński) |
| Gob      | 12,7S; 27,8E  | 88,0          | Gob, król gnomów (folklor brytyjski)                                                 |
| Kanaloa  | 10,8S; 345,7E | 86,0          | Kanaloa, przywódca złych duchów (mitologia polinezyjska)                             |
| Malingee | 22,9S; 13,9E  | 164,0         | Malingee, duch podróżujący nocą (Australia, mitologia Aborygenów)                    |
| Minepa   | 42,7S; 8,2E   | 58,0          | zły duch (ludy Makua i Banayi, Mozambik)                                             |
| Peri     | 9,2S; 4,3E    | 61,0          | Peri, wrogi, zły duch, rzucający uroki (mitologia perska)                            |
| Setibos  | 30,8S; 346,3E | 50,0          | Setibos, główny diabeł (Portoryko)                                                   |
| Skynd    | 1,8S; 331,7E  | 72,0          | Skynd, troll, który ukradł trzy żony człowieka żyjącego w Englerup (folklor duński)  |
| Vuver    | 4,7S; 311,6E  | 98,0          | Vuver, żyjący nad Wołgą zły duch (Mordowia)                                          |
| Wokolo   | 30S; 1,8E     | 208,0         | Wokolo, duch diabła (Bambara, Afryka Zachodnia)                                      |
| Wunda    | 7,9S; 273,6E  | 131,0         | Wunda, mroczny duch (Australia, mitologia Aborygenów)                                |
| Zlyden   | 23,3S; 326,2E | 44,0          | Zlyden, zły duch (mitologia słowiańska)                                              |